# Sarcostemma arabicum
Sarcostemma arabicum är en oleanderväxtart som beskrevs av P. Bruyns och P.I. Forster. Sarcostemma arabicum ingår i släktet Sarcostemma och familjen oleanderväxter. Inga underarter finns listade i Catalogue of Life.